# Верхнеказанищенский сельсовет
Верхнеказанищенский сельсовет — административно-территориальная единица и муниципальное образование со статусом сельского поселения в Буйнакском районе Дагестана Российской Федерации.
Административный центр — село Верхнее Казанище.

## Население
| 2002  | 2010  | 2012  | 2013  | 2014  | 2015  | 2016  |
| ----- | ----- | ----- | ----- | ----- | ----- | ----- |
| 6452  | ↗7023 | ↗7115 | ↗7236 | ↗7303 | ↗7368 | ↗7386 |
| 2017  | 2018  | 2019  | 2020  | 2021  | 2023  | 2024  |
| ↗7454 | ↗7459 | ↗7465 | ↗7496 | ↗9631 | ↗9766 | ↗9808 |
| 2025  |       |       |       |       |       |       |
| ↗9904 |       |       |       |       |       |       |

## Состав
| № | Населённый пункт | Тип населённого пункта       | Население |
| - | ---------------- | ---------------------------- | --------- |
| 1 | Агачкала         | село                         | ↗583      |
| 2 | Верхнее Казанище | село, административный центр | ↗9048     |